# Cala Goloritzè

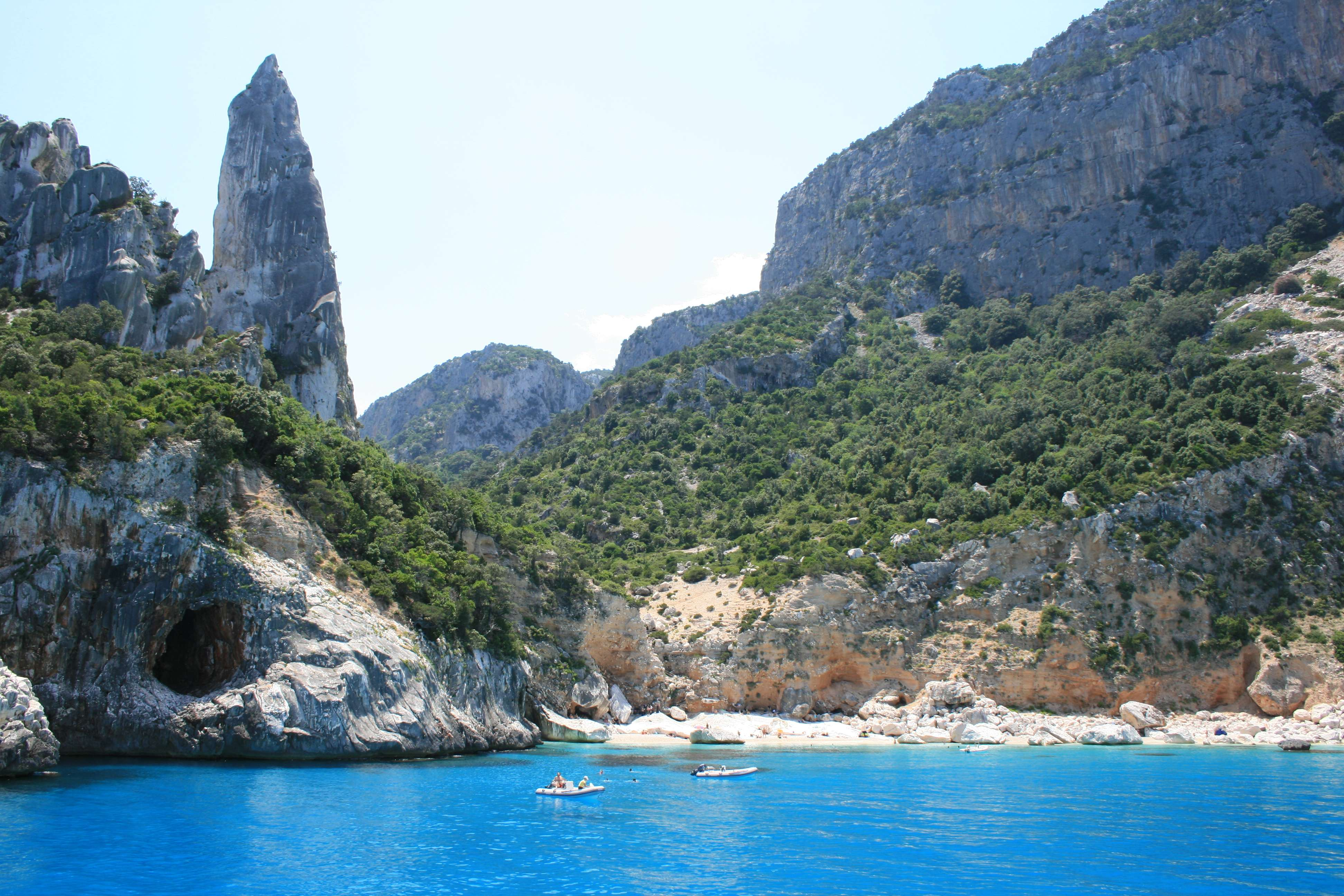
Blick vom Meer aus

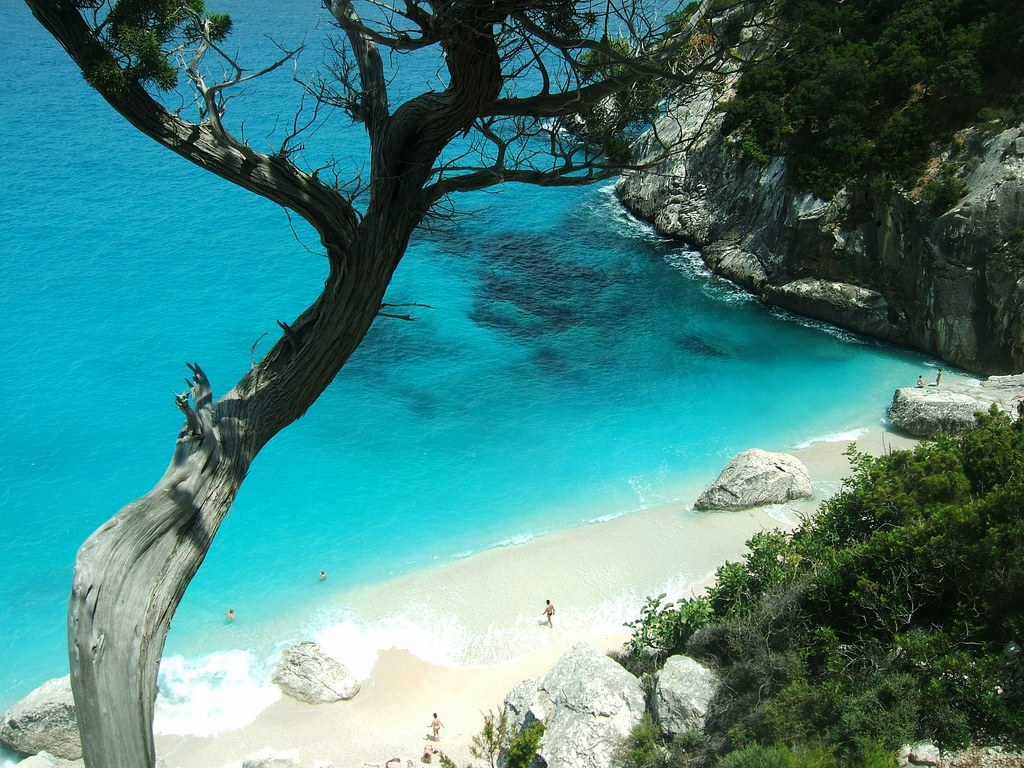
Blick von oben auf den Strand

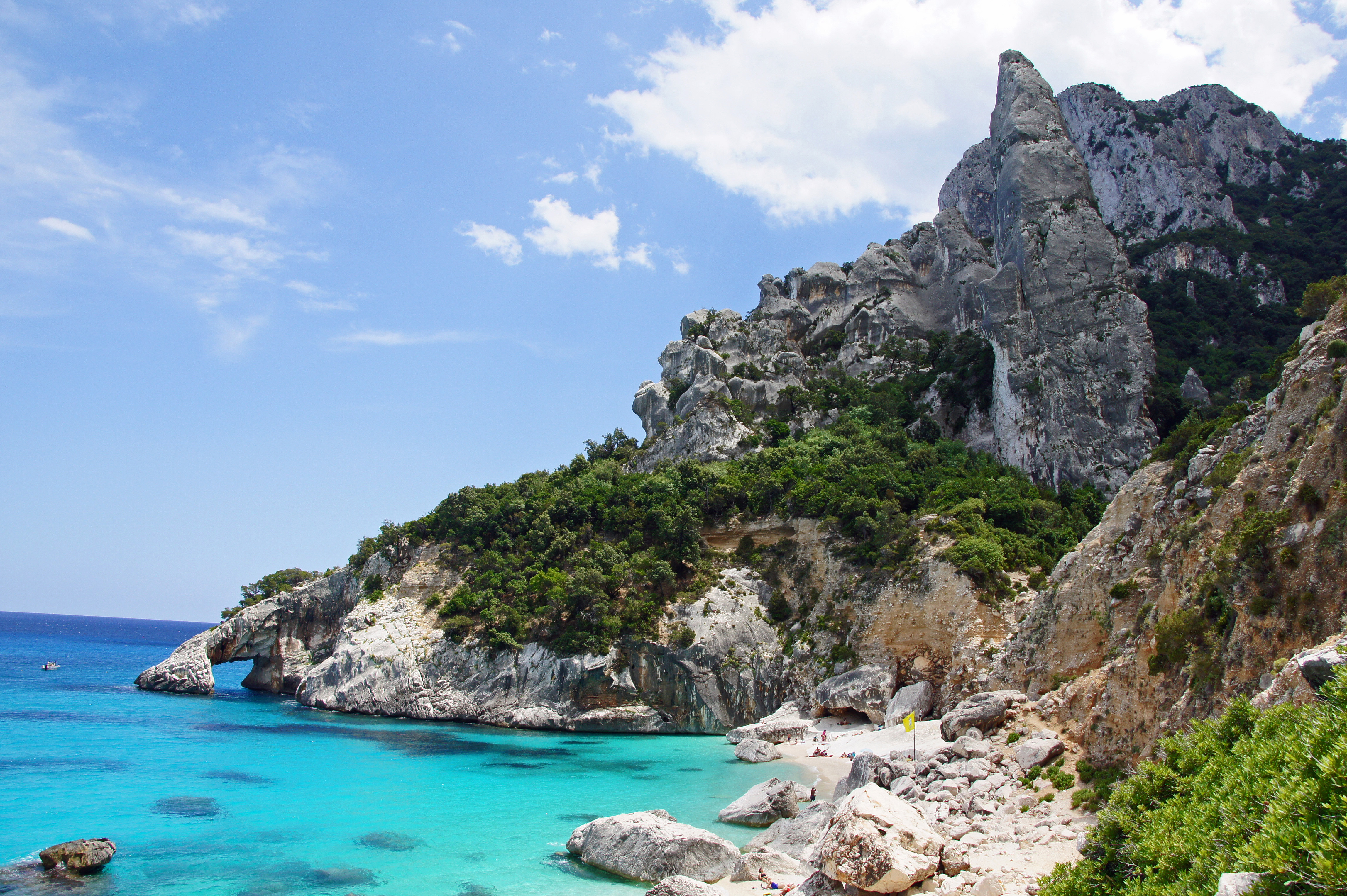
Bucht mit Felsentor

Cala Goloritzè ist eine zur Gemeinde Baunei gehörige Bucht mit weißem Kieselstrand, die sich am südlichen Ende des Golfs von Orosei, nördlich des Kaps Monte Santo, in der Provinz Ogliastra auf Sardinien befindet.

## Beschreibung und Geschichte
Die Bucht bzw. der Strand entstand im Jahr 1962 durch einen Erdrutsch.
Die Bucht ist durch zwei markante geologische Formationen geprägt: die etwa 100 m hohe Felsnadel L'Aguglia aus Kalkstein – auch Punta Caroddi genannt –, ein als Naturdenkmal geltender Felsturm, der sich 43 Höhenmeter oberhalb des Strandes erhebt, sowie das natürliche Felsentor L'Arco di Goloritzè, das die Bucht nach Süden hin abgrenzt.
Ab den 1980er Jahren wurde die Felsnadel von Kletterern erschlossen. Die erste dokumentierte Besteigung der Punta Caroddi erfolgte 1981 durch Maurizio Zanolla und Alessandro Gogna. Im Jahr 1993 wurde ein 13,24 Hektar großes Naturschutzgebiet um die Bucht Cala Goloritzè ausgewiesen. Zwei Jahre später, 1995, erhielt die Bucht zusätzlich den Status eines Naturdenkmals. Seit 2007 besteht eine 200-Meter-Sperrzone für Boote und Motorfahrzeuge zum Schutz des Naturraums. Die Regelung wurde eingeführt, um Umweltbelastungen durch zunehmenden Besucherandrang zu reduzieren.

## Auszeichnungen
Im Jahr 2025 wurde Cala Goloritzé von der Website The World’s 50 Best Beaches auf Platz eins der Liste der schönsten Strände weltweit geführt.